# Martin Olsson
Martin Tony Waikwa Olsson (Gävle, 17 de mayo de 1988) es un futbolista sueco que juega como defensa en el Malmö FF de la Allsvenskan de Suecia.

## Trayectoria

### Blackburn Rovers
Realizó las divisiones menores en Högaborgs BK para luego pasar al Blackburn Rovers y debutar profesionalmente. Jugó por 6 temporadas en los blanquiazules, Sin embargo, descendió de categoría en la Premier League 2011-12. Jugó así la Football League Championship 2012-13 donde quedó en el puesto 17º.

### Norwich City FC
A mediados de 2013 volvió a la Premier League para jugar por Norwich City FC, fue transferido por 2,9 millones de euros. Sin embargo, volvió a descender en la Premier League 2013-14. Un año después ascendió, ganándole en el play off al Middlesbrough. Pero descendió nuevamente en la Premier League 2015-16.

### Swansea City
El 17 de enero de 2017 se hizo oficial su traspaso a Swansea City por una cantidad de €4 600 000 (cuatro millones seiscientos mil euros). Firmó por dos años y medio con opción de extenderlo a un año más. Descendió a la EFL Championship al final de la temporada 2017-18 y abandonó el club un año después tras expirar su contrato.

## Clubes
| Club                   | País       | Año       |
| ---------------------- | ---------- | --------- |
| Blackburn Rovers F. C. | Inglaterra | 2007-2013 |
| Norwich City F. C.     | Inglaterra | 2013-2017 |
| Swansea City A. F. C.  | Gales      | 2017-2019 |
| Helsingborgs IF        | Suecia     | 2020-2021 |
| BK Häcken              | Suecia     | 2021      |
| Malmö FF               | Suecia     | 2021-     |

## Palmarés

### Títulos nacionales
| Título         | Club     | País   | Año  |
| -------------- | -------- | ------ | ---- |
| Allsvenskan    | Malmö FF | Suecia | 2021 |
| Copa de Suecia | Malmö FF | Suecia | 2022 |
| Allsvenskan    | Malmö FF | Suecia | 2023 |
| Copa de Suecia | Malmö FF | Suecia | 2024 |
| Allsvenskan    | Malmö FF | Suecia | 2024 |